# Sprækker
|  | Denne artikel er oprettet af botten PalnaBot ud fra en ekstern database. Den kan derfor have sproglige fejl eller mangler. Denne skabelon kan fjernes efter kontrol af indholdet. |

Sprækker er en kortfilm fra 2005 instrueret af Aage Rais-Nordentoft efter eget manuskript.

## Handling
En 10-årig pige opdager, at huset går mere i stykker, jo mere forældrene skændes. Hun kan ikke få dem til at stoppe og går sin vej i natten. En mystisk natbus fuld af børn samler hende op. Næste dag er alt normalt. Var det hele bare en drøm?